# مگالودون (فیلم)
«مگالودون» (انگلیسی: Megalodon) یک فیلم ترسناک آمریکایی محصول سال ۲۰۰۴ است. ماجرای این فیلم در یک سکوی نفتی در اعماق دریا اتفاق می‌افتد. هنگامی که یک سکوی حفاری در عمق دریا به بستر دریا در گرینلند نفوذ می‌کند، یک کوسه ماقبل تاریخ با قدرت و نسبت‌های عظیم به نام مگالودون را رها می‌شود.

## انتشار
این فیلم در اکتبر ۲۰۰۲ در ژاپن و در فوریه ۲۰۰۴ در ایالات متحده اکران شد.